# アクターナ・コイッツマン
アクターナ・コイッツマン（Akutaaneq Kreutzmann、1989年11月13日 - ）は、グリーンランド・マニートソック出身のハンドボール選手。Akutaaneq Kreutzmann所属。

## 経歴
2007年にデンマークのビェリンブロ・シルケボーへ加入。2008-09年シーズンにはEHFカップに出場した。
2009年はアダーでプレーしたが、2010年に古巣のビェリンブロ・シルケボーへ復帰。2010-11年シーズンはEHFカップやチャンピオンズリーグに出場した。
その後はヴァイレ、GOG、リーベ・エスビャウ、ノアシェランでプレー。グリーンランド代表として出場した、2014年のパンアメリカン男子ハンドボール選手権ではオールスターチーム（ベストセブン）に選ばれた。
2019年7月に日本ハンドボールリーグの豊田合成へ加入。

## 詳細情報

### 背番号
- 11 (2019年 - )